# Landeshauptmann del Tirolo
Il Landeshauptmann del Tirolo (in tedesco: Landeshauptmann von Tirol), al femminile Landeshauptfrau del Tirolo (in tedesco: Landeshauptfrau von Tirol) è il presidente del governo regionale del Tirolo.

## Elenco
| Immagine | Nome e cognome (vita e morte)     | Partito                    | Mandato di carica          |
| -------- | --------------------------------- | -------------------------- | -------------------------- |
|          | Karl Gruber (1909 - 1995)         | Partito Popolare Austriaco | maggio 1945 - ottobre 1945 |
|          | Alfons Weißgatterer (1898 - 1951) | Partito Popolare Austriaco | 1945 - 1951                |
|          | Alois Grauß (1890 - 1957)         | Partito Popolare Austriaco | 1951 - 1957                |
|          | Hans Tschiggfrey (1904 - 1963)    | Partito Popolare Austriaco | 1957 - 1963                |
|          | Eduard Wallnöfer (1913 - 1989)    | Partito Popolare Austriaco | 1963 - 1987                |
|          | Alois Partl (1929)                | Partito Popolare Austriaco | 1987 - 1993                |
|          | Wendelin Weingartner (1937)       | Partito Popolare Austriaco | 1993 - 2002                |
|          | Herwig van Staa (1942)            | Partito Popolare Austriaco | 2002 - 2008                |
|          | Günther Platter (1954)            | Partito Popolare Austriaco | 2008 - 2022                |
|          | Anton Mattle (1963)               | Partito Popolare Austriaco | 2022 - in carica           |